# Universets udvidelse
Universet udvidelse betyder at, universet bliver ved med at blive større, eller der kommer mere og mere plads i universet.